# Johann Arnold Halbach
Johann Arnold Halbach (* 23. Oktober 1745 in Neuenhammer bei Remscheid; † 11. Juni 1823 in Müngsten) war ein Fabrikant im Bergischen Land. Schon sein Vater Johannes (1711–1789) und sein Großvater Caspar (1673–1741) waren Hammerwerksbesitzer gewesen.
Er errichtete 1772 in Müngsten ein Werk zur Herstellung von Sensen aus Stahl, so genannte „Blaue Sensen“. Im Jahr 1805 errichtete er die Halbach-Hämmer bei Blankenstein und ließ Beilstahl fertigen. Im Jahre 1810 gründete sein Sohn Arnold Halbach ein Zweigwerk in Philadelphia, um die Kontinentalsperre zu umgehen. 
Die Halbachs vertrieben Sensenblätter und Stahl für Flintenläufe in Frankreich, Spanien und Amerika. Doch während der Wirtschaftskrise im Jahre 1828 wurde das Werk in Amerika geschlossen. Die Sensenfabrik in Müngsten und die Hämmer in Blankenstein wurden verpfändet. Die wirtschaftlichen Schwierigkeiten der Handelsfirma „Johann und Caspar Halbach und Söhne“ hielten viele Jahre an.